# Tournoi d'ouverture du championnat d'Argentine de football 2003
Navigation
Tournoi précédent Tournoi suivant
Le tournoi d'ouverture de la saison 2003 du Championnat d'Argentine de football est le premier tournoi semestriel de la 74e édition du championnat de première division en Argentine. Les vingt équipes sont regroupées au sein d'une poule unique où elles affrontent une fois chacun de leurs adversaires. Il n'y a ni promotion, ni relégation à l'issue de ce tournoi.
C'est le club de Boca Juniors qui remporte le tournoi après avoir terminé en tête du classement final, avec trois points d'avance sur San Lorenzo de Almagro et sept sur le Banfield. C'est le vingt-sixième titre de champion d'Argentine de l'histoire du club.

## Qualifications continentales
Le vainqueur du tournoi Ouverture est directement qualifié pour la Copa Libertadores 2005. 

## Les clubs participants
| \| Buenos Aires La Plata Rosario Santa Fe Córdoba Bahía Blanca Rafaela \| Villes représentées lors de la saison 2003-2004 |
| Buenos Aires La Plata Rosario Santa Fe Córdoba Bahía Blanca Rafaela                                                       |

- Talleres (Córdoba)
- Arsenal
- Gimnasia y Esgrima (La Plata)
- Nueva Chicago
- Rosario Central
- Boca Juniors
- Banfield
- Colón (Santa Fe)
- Olimpo (Bahía Blanca)
- Independiente
- Lanús
- Newell's Old Boys (Rosario)
- Chacarita Juniors
- Racing Club
- San Lorenzo de Almagro
- Estudiantes (La Plata)
- River Plate
- Vélez Sársfield
- Atlético de Rafaela - Promu de Primera B Nacional
- Quilmes - Promu de Primera B Nacional

## Compétition
Le barème utilisé pour établir le classement est le suivant :
- Victoire : 3 points
- Match nul : 1 point
- Défaite : 0 point

### Classement
| Rang | Équipe                        | Pts | J  | G  | N  | P  | Bp | Bc | Diff |
| ---- | ----------------------------- | --- | -- | -- | -- | -- | -- | -- | ---- |
| 1    | Boca Juniors                  | 39  | 19 | 11 | 6  | 2  | 31 | 11 | +20  |
| 2    | San Lorenzo de Almagro        | 36  | 19 | 11 | 3  | 5  | 26 | 13 | +13  |
| 3    | Banfield                      | 32  | 19 | 9  | 5  | 5  | 27 | 18 | +9   |
| 4    | QuilmesP                      | 31  | 19 | 8  | 7  | 4  | 20 | 13 | +7   |
| 5    | Rosario Central               | 31  | 19 | 8  | 7  | 4  | 28 | 26 | +2   |
| 6    | Newell's Old Boys (Rosario)   | 29  | 19 | 7  | 8  | 4  | 27 | 20 | +7   |
| 7    | Arsenal                       | 26  | 19 | 6  | 8  | 5  | 18 | 16 | +2   |
| 8    | River PlateT                  | 26  | 19 | 7  | 5  | 7  | 23 | 24 | -1   |
| 9    | Colón (Santa Fe)              | 24  | 19 | 5  | 9  | 5  | 23 | 24 | -1   |
| 10   | Talleres (Córdoba)            | 24  | 19 | 6  | 6  | 7  | 27 | 30 | -3   |
| 11   | Estudiantes (La Plata)        | 23  | 19 | 6  | 5  | 8  | 18 | 20 | -2   |
| 12   | Racing Club                   | 22  | 19 | 4  | 10 | 5  | 23 | 23 | 0    |
| 13   | Lanús                         | 22  | 19 | 4  | 10 | 5  | 21 | 23 | -2   |
| 14   | Independiente                 | 22  | 19 | 5  | 7  | 7  | 15 | 19 | -4   |
| 15   | Vélez Sársfield               | 22  | 19 | 5  | 7  | 7  | 20 | 28 | -8   |
| 16   | Chacarita Juniors             | 21  | 19 | 5  | 9  | 5  | 20 | 19 | +1   |
| 17   | Gimnasia y Esgrima (La Plata) | 21  | 19 | 5  | 6  | 8  | 14 | 22 | -8   |
| 18   | Olimpo (Bahía Blanca)         | 20  | 19 | 5  | 5  | 9  | 17 | 23 | -6   |
| 19   | Atlético de RafaelaP          | 17  | 19 | 3  | 8  | 8  | 19 | 28 | -9   |
| 20   | Nueva Chicago                 | 11  | 19 | 2  | 5  | 12 | 14 | 31 | -17  |

|  | Qualification directe pour la Copa Libertadores 2005 |
|  | T : Tenant du titre P : Club promu de Primera B      |

## Bilan de la saison
| Championnat d'Argentine de football 2003 |                          |
| Champion                                 | Boca Juniors (26e titre) |
| Coupes et trophées                       |                          |
| Vainqueur de la Coupe d'Argentine 2003   | Non disputée             |
| Qualifications continentales             |                          |
| Copa Libertadores 2005                   | Boca Juniors             |
| Promotions et relégations                |                          |
| Promus en Primera Division               | Aucun                    |
| Relégués en Primera B Nacional           | Aucun                    |